# Cosmoconus shenyangensis
Cosmoconus shenyangensis är en stekelart som beskrevs av Fan och Mao-Ling Sheng 1997. Cosmoconus shenyangensis ingår i släktet Cosmoconus och familjen brokparasitsteklar. Inga underarter finns listade i Catalogue of Life.